# Mosorne
Mosorne – przysiółek wsi Zawoja w Polsce, położony w województwie małopolskim, w powiecie suskim, w gminie Zawoja. w centralnej części Zawoi, położony na północnych zboczach Mosornego Gronia w dolinie Mosornego Potoku.

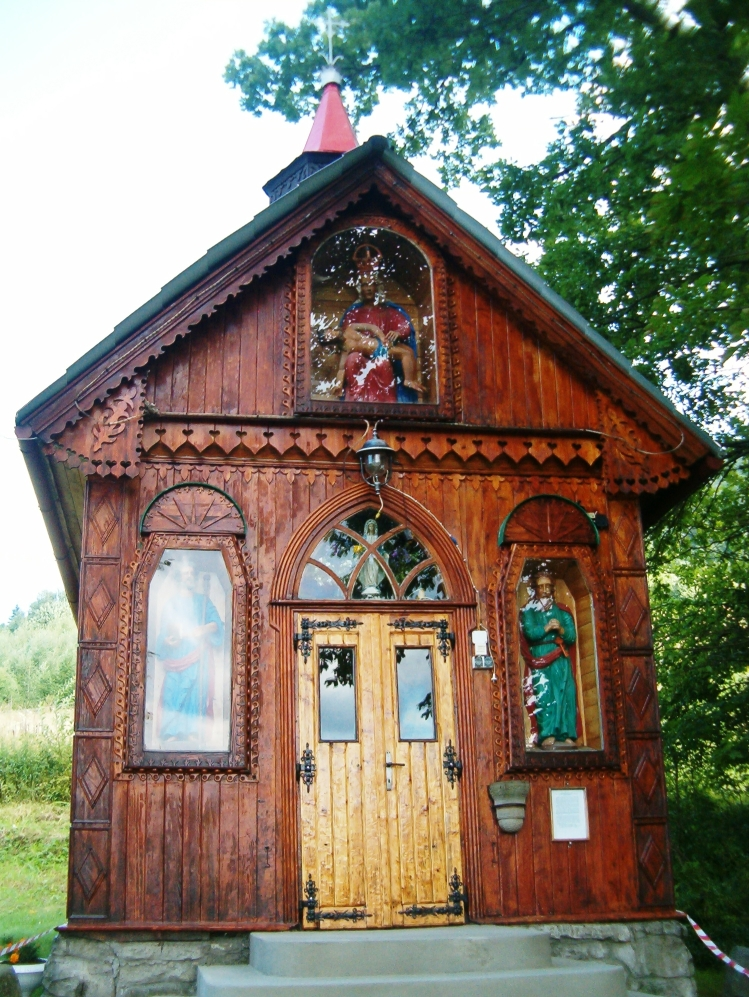
Kaplica Najświętszej Marii Panny w Zawoi Mosorne

W latach 1975–1998 przysiółek administracyjnie należał do województwa bielskiego. 
Nazwa pochodzi od słowa mosor, funkcjonującego w gwarach góralskich Beskidów Zachodnich, oznaczającego samorodny kawałek pnia drzewa (odziomek) pusty w środku.
Do największych atrakcji turystycznych przysiółka należy największy w okolicach Zawoi wodospad – wodospad na Mosornym Potoku. 
Znajduje się tu również zabytkowa drewniana kaplica pod wezwaniem Najświętszej Marii Panny Anielskiej wybudowana w latach 1905 – 1908. Jesienią 1977 roku podczas wizytacji parafii uroczystą Mszę Świętą odprawił tu Kardynał Karol Wojtyła.
Szlaki turystyczne
 – (przy wodospadzie na Mosornym Potoku) na Mosorny Groń – 1:40 godz. lub na Kiczorkę – 2:20 godz.